# Wojciech Blecharczyk

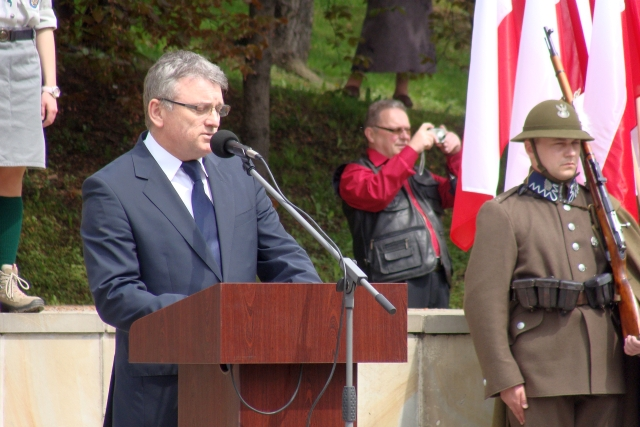
Wojciech Blecharczyk podczas obchodów święta Konstytucji 3 Maja w Sanoku (2010)

Wojciech Aleksander Blecharczyk (ur. 15 grudnia 1962 w Lubaczowie) – polski biolog, nauczyciel szkolny i akademicki, działacz ekologiczny, doktor nauk o ziemi. Polityk, samorządowiec, od 2002 do 2014 burmistrz Sanoka.

## Życiorys
Syn Tomasza (nauczyciel geografii, doktor nauk pedagogicznych, dyrektor szkół w Sanoku, wojewódzki kurator oświaty, zasiadał we władzach Związku Nauczycielstwa Polskiego w Warszawie) i Anny (nauczycielka języka rosyjskiego). Brat Grzegorza (ur. 1960, prawnik, sędzia Sądu Rejonowego i Okręgowego w Krośnie). Żonaty – żona Anna, nauczycielka, mają córkę Izabelę, absolwentkę socjologii.

### Wykształcenie i kariera
W 1981 ukończył I Liceum Ogólnokształcące im. Komisji Edukacji Narodowej w Sanoku. Ukończył studia biologii ze specjalnością herpetologia na Wydziale Geograficzno–Biologicznym Wyższej Szkole Pedagogicznej w Krakowie, następnie studia podyplomowe w zakresie ochrony środowiska na Akademii Górniczo-Hutniczej im. Stanisława Staszica w Krakowie. Pracował jako nauczyciel biologii w szkole podstawowej w Falejówce, a potem w II Liceum Ogólnokształcącym w Sanoku. Nauczał także w Pogotowiu Opiekuńczym w Sanoku. W 2012 na Uniwersytecie Pedagogicznym im. Komisji Edukacji Narodowej w Krakowie uzyskał stopień naukowy doktora w dziedzinie nauk o ziemi w zakresie ochrony środowiska.
Został kierownikiem centrum ekologicznego, od 1989 działającego przy ul. Zielonej 39 w Sanoku. Podjął działalność na rzecz ochrony przyrody, głównie jako działacz ekologiczny Ligi Ochrony Przyrody. Był wiceprezesem, od 1994 prezesem zarządu Okręgowego LOP w Krośnie, od 1999 Prezesem Zarządu Wojewódzkiego LOP w Krośnie, od 1999 przez 10 lat wicprezesem Zarządu Głównego LOP w Warszawie. Uzyskał uprawnienia rzeczoznawcy i biegłego sądowego sądów okręgowych w zakresie ochrony przyrody, współzałożyciel Powszechnego Uniwersytetu Wiedzy Ekologicznej. Od 2008 Wiceprzewodniczący Narodowej Rady Ekologicznej w Warszawie. Członek Kapituły Konkursu pod patronatem Prezydenta RP na najbardziej ekologiczną gminę w Polsce, członek Zarządu IAKS Polska, PKOL – Komisja Sportu Nauki i Środowiska, Alumni, Association U.S. Departament Exange Programs; towarzystw naukowych z zakresu ochrony środowiska i ochrony przyrody. Został członkiem zarządu Podkarpackiej Regionalnej Organizacji Turystycznej w Rzeszowie (PROT). Członek Rady Programowej ds. Rozwoju i Promocji Turystyki w Małopolsce.
Po ustąpieniu z funkcji burmistrza Sanoka w 2014 podjął pracę nauczyciela akademickiego w uczelniach wyższych (Uniwersytet Rzeszowski, Uniwersytet Rolniczy im. Hugona Kołłątaja w Krakowie, Akademii Górniczo Hutniczej w Krakowie, Wyższa Szkoła Ekonomii i Informatyki w Krakowie) oraz działalność w instytucjach o charakterze prywatnym (objął stanowisko dyrektora generalnego w Polskiej Izbie Pracy). Od 2018 roku Prezes Izby Gospodarczej „RH plus” w Krakowie. Od 2019 roku główny specjalista ds. Smart City – Innowacje Komunalne MPEC S.A. w Krakowie.

### Działalność polityczna
W wyborach samorządowych 1998 uzyskał mandat radnego Rady Powiatu Sanockiego jako bezpartyjny kandydujący z listy Sojuszu Lewicy Demokratycznej. 21 listopada 1999 został wybrany członkiem Rady Powiatowej SLD w Sanoku oraz delegatem na Zjazd Wojewódzki. W 2002 wybrany przez powiatowe struktury SLD w Sanoku delegatem na Wojewódzką Konwencję Wyborczą partii w Rzeszowie. W wyborach samorządowych 2002 startując z listy Koalicyjny Komitet Wyborczy SLD – Unia Pracy jako kandydat popierany przez SLD uzyskał mandat radnego Rady Miasta Sanoka i został wybrany na urząd burmistrza Sanoka (w drugiej turze uzyskał poparcie 54,31% głosów pokonując dotychczasowego burmistrza Zbigniewa Daszyka). W wyborach samorządowych 2006 wybrany ponownie na burmistrza Sanoka z listy Komitet Wyborczy Wyborców Wojciecha Blecharczyka – „Dla Sanoka”, w pierwszej turze uzyskał 61,68% głosów (9081 głosów). W wyborach samorządowych w 2010 startując z listy KWW Wojciecha Blecharczyka – Dla Sanoka uzyskał mandat radnego Rady Miasta Sanoka. Zasiadł w Komisji Finansowo-Gospodarczej, Komisji Infrastruktury Miejskiej i Komisji Rewizyjnej oraz został wybrany na trzecią kadencję na stanowisko burmistrza miasta Sanoka, w pierwszej turze uzyskał 10187 głosów (65,92% głosów). W honorowym komitecie poparcia znaleźli się wówczas m.in. Elżbieta Dzikowska, prezes PKOl Andrzej Kraśnicki, prezydent Krakowa Jacek Majchrowski, prof. Feliks Kiryk, Janusz Szuber, Tomasz Demkowicz, Ryszard Ziarko (prezes Ciarko), Lesław Wojtas (prezes PBS Bank), Marcin Karczyński.
Podczas jego urzędowania w 2011 Urząd Miasta Sanoka został jednym z czterech udziałowców spółki z ograniczoną odpowiedzialnością prowadzącej klub hokejowy Ciarko PBS Bank KH Sanok. Przed wyborami do Parlamentu Europejskiego w 2014 był w honorowym komitecie poparcia kandydatury Elżbiety Łukacijewskiej z Platformy Obywatelskiej. Z jego inicjatywy został zorganizowany „Światowy Zjazd Sanoczan” w dniach 20–23 czerwca 2014; Wojciech Blecharczyk zasiadł w komitecie honorowym zjazdu.
W wyborach samorządowych w 2014 ubiegał się o reelekcję na stanowisku burmistrza Sanoka startując jako kandydat bezpartyjny, popierany przez Regionalną Izbę Gospodarczą w Sanoku z listy Komitetu Wyborczego Wyborców Wojciecha Blecharczyka – Dla Sanoka. Powstał komitet honorowy wspierający jego kandydaturę. W I turze głosowania 16 listopada 2014 uzyskał wynik 40,8%, a w II turze 30 listopada 2014 osiągnął wynik 49,58% i przegrał różnicą 103 głosów z Tadeuszem Pióro, który został nowym burmistrzem Sanoka.
W wyborach samorządowych 2018 bezskutecznie ubiegał się o mandat radnego Sejmiku Województwa Podkarpackiego, startując z listy KKW Platforma.Nowoczesna Koalicja Obywatelska.
W wyborach parlamentarnych w 2019 został kandydatem na posła na Sejm RP w okręgu wyborczym nr 22, jako kandydat niezależny, z poparciem Partii Zieloni, KWW Wojciecha Blecharczyka – Dla Sanoka oraz Europejskiego Klubu Biznesu Polska z ramienia Koalicji Obywatelskiej. Zdobył 9090 głosów i nie uzyskał mandatu (na liście nr 5 zajął trzecie miejsce, tracąc do wybranego jako drugiego Marka Rząsy 1465 głosów).

## Publikacje
- Walory przyrodnicze obszaru powiatu sanockiego (Sanok 2001, ISBN 83-905142-7-3; oraz w: „Rocznik Sanocki” Tom VIII, Sanok 2001, s. 273–287)
- Walory przyrodnicze dorzecza Sanu (Sanok 2005, wyd. Zarząd Okręgu Bieszczadzkiego LOP w Sanoku, ISBN 83-905142-8-1)
- ''Kryteria oceny przyrodniczych i edukacyjnych walorów karpackiej części dorzecza Sanu'' [online], geografia.up.krakow.pl [zarchiwizowane z adresu 2018-07-02]. (w: Antropogeniczna transformacja środowiska przyrodniczego. Księga Jubileuszowa dedykowana Profesorowi Janowi Lachowi pod redakcją Wandy Wilczyńskiej-Michalik, Kraków 2010, ISBN 978-83-62139-13-2)[59].
- Edukacja ekologiczna
- Ocena walorów przyrodniczych i edukacyjnych karpackiej części dorzecza Sanu 2014 – ISBN 978-83-934513-7-1.

## Odznaczenia i wyróżnienia
Odznaczenia
- Srebrny Krzyż Zasługi (2003, za zasługi na rzecz ochrony środowiska naturalnego, za osiągnięcia w pracy zawodowej i działalności społecznej)[60]
- Złoty Krzyż Zasługi (2013, za wybitne zasługi w działalności na rzecz społeczności lokalnej, za osiągnięcia w pracy samorządowej)[61][62]
- Medal Komisji Edukacji Narodowej (2013)[63]
- Srebrny Medal Opiekuna Miejsc Pamięci Narodowej (2008)[64][65]
- Srebrny Medal za Zasługi dla Policji (2010)[66]
- Odznaka honorowa Związku Sybiraków (2010)[67]
- Złota Odznaka Ligo Ochrony Przyrody[8]
- Złota Odznaka Polskiego Związku Hokeja na Lodzie[8]
- Medal „Za zasługi dla aptekarstwa Podkarpacia” Podkarpackiej Okręgowej Izby Aptekarskiej w Rzeszowie[68]
- Pamiątkowy ryngraf Związku Rezerwistów (2011)[69]
- Medal XXX-lecia Związku Żołnierzy Wojska Polskiego (2011)[70][71]
- Odznaka „Przyjaciel Niewidomych” (2011)[72]
- Medal im. Jana Kilińskiego „Za Zasługi dla Rzemiosła Polskiego” (2011)[73]
- Złota odznaka Towarzystwa Kultury Polskiej Ziemi Lwowskiej Oddział w Drohobyczu (2012)[74]
- Odznaka Pamiątkowa 25-lecia Harcerskiej Ogólnopolskiej Akcji Ekologicznej „Florek” (2014)[75]
- Medal Sił Lądowych Republiki Czech – nr 183 (2006)[76]

Wyróżnienia
- Nagroda ministra edukacji narodowej (2001)[77]
- Tytuł najlepszy burmistrz i prezydent w województwie podkarpackim: 2004[78], 2010[79]
- Samorządowiec Roku w województwie podkarpackim: 2004[8]
- Laureat rzeszowskiego plebiscytu Podkarpacka Nagroda Samorządowa dla najlepiej ocenianych włodarzy dużych miast (pow. 35 tys. mieszkańców): 2005[80], 2007
- Mecenas Polskiej Ekologii (tytuł przyznany przez Radę Ekologiczną przy Prezydencie RP)[8]
- Mecenas Polskiej Ekologii: 2006 (w ramach VII edycji Narodowego Konkursu Ekologicznego „Przyjaźni Środowisku”)[8][81]
- Partner Polskiej Ekologii: 2007[8]
- Statuetka i odznaka „Serce na dłoni” (2009)[82]
- Zasłużony dla Ochrony Środowiska[8]
- Godło „Człowiek Roku” Ziemi Sanockiej: 2007[83]
- Statuetka „W podziękowaniu za współpracę” przyznana przez Podkarpacki Bank Spółdzielczy (2011)[84]